# کندویی
کندویی تکه‌ها یا برگه‌ها یا لایه‌های ابر معمولاً کمی نازک، با حفره‌های گردی که پراکندگی نسبتاً منظمی دارند و بیشتر آنها دارای لبه‌های نواری هستند؛ اجزای ابر و فضاهای خالی میان آنها اغلب به گونه‌ای قرار گرفته‌اند که به صورت شبکه یا کندو دیده می‌شوند.
گونه‌ها:
- پرساکومه‌ای پوشنی‌دیس کندویی (Cirrocumulus stratiformis lacunosus)
- پرساکومه‌ای کنگره‌دار کندویی (Cirrocumulus castellanus lacunosus)
- پرساکومه‌ای منگوله‌دار کندویی (Cirrocumulus floccus lacunosus)[۱]